# マルクス・ヘス
マルクス・ヘス（英: Markus Hess、1960年1月1日 - ）は1980年代に活躍したドイツ人ハッカーである。ディルク・ブレジンスキーやピーター・カールと並んで、ヘスはアメリカ合衆国、ヨーロッパ、東アジアに拠点を置く軍事用および産業用コンピュータのネットワークに侵入し、その情報をソ連のKGBに5万4000ドルで売った。KGBに勤務していた間、ヘスは400台の米軍用コンピュータに侵入したと推定されている。ハッキングされた情報には「機密性の高い半導体、衛星、宇宙、航空機の技術」が含まれていた。  

## ローレンス・バークレー国立研究所
ヘスのハッキング活動は、1986年にカリフォルニア州のローレンス・バークレー国立研究所（LBL）のコンピュータセンターのシステム管理者に転身した天文学者、クリフォード・ストールによって発見された。ストールの最初の仕事は、LBLシステムの75セントの会計エラーを追跡することであった。調査の初期段階で、ストールはLBLコンピュータシステムが侵害され、ハッカーがルート権限、つまりシステム権限を取得したことを発見した。このようなセキュリティ侵害は、会計エラーよりも重要であった。ストールは最終的に、ハッカーが侵入した方法を発見し、システム上でのハッカーの活動を特定した。LBLの経営陣は、このハッカーからシステムを遮断しようとしたが、ストールと彼の同僚は、それが効果的ではないとLBLの経営陣を説得した。最終的に、彼らはハッカーを捕らえるためにハニーポットを設置した。  

### 侵入
ディルク・ブレジンスキーとピーター・カールの支援を受け、ヘスの最初の活動は西ドイツのブレーメン大学で、衛星リンクまたは大西洋横断ケーブルを経由してティムネット国際ゲートウェイに西ドイツのDatex-Pネットワーク経由で開始された。ティムネットは、ユーザーが電話をかけると、そのサービスを利用している多数のコンピュータシステムのいずれかにルーティングされる「ゲートウェイ」サービスである。ティムネットは、市内電話番号を提供する多数の利用可能なサービスの一つであり、コンピュータに直接アクセスするには長距離電話が必要であった。ユーザーは通常、コストが低いティムネットなどのパケット交換サービスを使用していた。ティムネットにアクセスすると、ヘスはカリフォルニア州パサデナのジェット推進研究所とティムネット交換システムへと活動範囲を広げた。この交換システムを通じて、彼はLBLコンピュータにアクセスした。  
ヘスは、LBLをARPANETとMILNETにピギーバックして使用することで、400台の米軍用コンピュータを攻撃することができた。ARPANETは国防総省によって作成された民間のWANで、後に現在のインターネットとして知られるようになった。MILNETはその軍事版である。  

### ターゲット
ヘスが侵入した施設には以下が含まれる。
- SRIインターナショナル – 米国 カリフォルニア州 メンローパーク
- 米陸軍ダーコム（英語版） – 西ドイツ ゼッケンハイム
- キャンプ・フォスターバックナー地区 – 日本 沖縄県
- 米陸軍第24歩兵連隊 – 米国 ジョージア州 フォート・スチュワート（英語版）
- 米海軍沿岸システムコンピュータ –米国 フロリダ州 パナマシティ
- 米空軍 – 西ドイツ ラムシュタイン空軍基地
- マサチューセッツ工科大学MXコンピュータ – 米国 マサチューセッツ州 ケンブリッジ
- OPTIMISデータベース – 米国 ペンタゴン
- 空軍システム軍団 – 米国 カリフォルニア州 エルセグンド
- アニストン陸軍補給基地（英語版） – 米国 アラバマ州 アニストン

### 追跡と捕獲
ストールは地元当局の協力を得て通話を追跡し、カリフォルニア州オークランドのティムネットスイッチまでたどり着いた。通話はバークレーではなくオークランドからのものだったため、ハッカーが大学の近くで活動していたのではないことは明らかだった。ハッカーが発信元を隠そうとしたにもかかわらず、ティムネットの職員はLBLがさまざまな通話を追跡するのを手伝った。AT&Tと連邦捜査局（FBI）の協力を得て、ストールは最終的に、通話が米国中で「ピギーバック」されていたが、発信元は西ドイツの都市ハノーファーであることを突き止めた。  
ストールはLBLのコンピュータで行われた偽の軍事プロジェクトの記録を作成してヘスを罠にかけた。『カッコウはコンピュータに卵を産む』によると、彼とガールフレンドはシャワーを浴びているときにこの計画を思いつき、非公式に「シャワーヘッド作戦」と名付けた。偽の情報は説得力があったが、主な目的は単にハッカーが接続をたどるのに十分な時間接続を維持し、ハッカーが紙媒体で入手可能と記載された追加情報を書面で要求することを期待することだった。この単純な手法はうまくいった。追加情報の要求はペンシルベニア州ピッツバーグの住所から届いた。  
当時、この種のハッキングは前代未聞であり、FBIと西ドイツ政府の協力を得るのはかなりの難題であった。最終的に西ドイツ当局は侵入し、ヘスを逮捕することができた。ヘスは1990年に裁判にかけられ、ストールは彼に対して証言した。ヘスはスパイ行為で有罪となり、20か月の執行猶予付きの判決を受けた。  

## 文学と映画
ヘスが捕らえられた後、ストールはヘスの追跡と居場所の特定に努めたことを、Communications of the ACM誌に『Stalking the Wily Hacker』という技術論文を、一般向けには『カッコウはコンピュータに卵を産む』という書籍で発表した。『カッコウはコンピュータに卵を産む』は1990年にNovaで放送された『The KGB, The Computer, and Me』というエピソードに採用された。 
この事件を題材にした1998年のドイツ映画『23』では、ヘスと別のハッカーが1人のキャラクター、デイビッドとして融合されている。  

## 参考
- The Internet Incident (ISBN 0-7534-0027-8)（英語）
- VTK Productions March The Second Movie Page（英語）